# Dark Places
Dark Places är en amerikansk mysteriefilm från 2015 som är regisserad av Gilles Paquet-Brenner. Filmen är baserad på romanen med samma namn av Gillian Flynn.

## Handling
I en stad i Kansas, bor Libby Day (Charlize Theron), det enda överlevande vittnet av en fruktansvärd massaker som tog hennes mamma och systrar. Man tror att massakern var ett verk av en satanisk kult och Libby vittnar i domstol mot sin egen bror. 25 år efter mordet, förblir hon hemsökt av det ohyggliga våldet när hon möter en grupp amatörutredare som kallar sig "The Kill Club". Gruppen inleder sin egen utredning om fallet, då de tror att Libbys bror var oskyldig. För att hjälpa dem, måste Libby gräva i smärtsamma minnen av händelsen och inse att hennes förflutna kanske inte är vad det verkar.

## Rollista
- Charlize Theron - Libby Day
- Christina Hendricks - Patty Day
- Nicholas Hoult - Lyle
- Chloë Moretz - Diondra Wertzner som ung
- Tye Sheridan - Ben Day som ung
- Corey Stoll - Ben Day
- Andrea Roth - Diondra Wertzner
- Sean Bridgers - Runner Day
- Drea de Matteo - Krissi Cates
- Addy Miller - Krissi Cates som ung
- Sterling Jerins - Libby Day som ung
- Shannon Kook - Trey Teepano som ung